# Hope (Nowa Zelandia)
Hope – miasto w Nowej Zelandii, na Wyspie Południowej, w regionie Tasman.